# Lisanne Falk
Lisanne Falk (Long Beach, 3 dicembre 1964) è un'attrice statunitense.
Si è ritirata dal cinema nel 2002 e oggi vive nel Regno Unito.

## Filmografia parziale
- Violenza (Violated) (1984)
- Il pomo di Adamo (In the Mood) (1987)
- Al di là di tutti i limiti (Less Than Zero) (1987)
- Schegge di follia (Heathers) (1989)
- Non per soldi... ma per amore (Say Anything...) (1989)
- Delitto al Central Park (The Preppie Murder) (1989)
- Lotta per la vita (Aftermath: A Test of Love) (1991)
- Frammenti di un incubo (Dead Silence) (1991)
- Taxisti di notte (Night on Earth) (1991)
- Adam si Sposa (The First to Go) (1997)
- Autopsia di un sogno (Shattered Image) (1998)
- Casablanca (2002)